# Emin Siefierszajew
Emin Narimanowicz Siefierszajew (ros. Эмин Нариманович Сефершаев; ur. 18 kwietnia 1998) – rosyjski zapaśnik startujący w stylu klasycznym. Srebrny medalista mistrzostw świata w 2021 i brązowy w 2024 roku. 
Mistrz Europy w 2021 i 2025. Wygrał indywidualny Puchar Świata w 2020. Drugi na MŚ U-23 w 2019. 
Trzeci na MŚ juniorów w 2018 i 2019; drugi na ME w 2017. Drugi na MŚ kadetów w 2015 i mistrz Europy w 2013 i 2015. 
Mistrz Rosji w 2024; drugi w 2020 i 2023; trzeci w 2021 i 2022 roku.